# Dog the Bounty Hunter
Dog the Bounty Hunter è un reality show statunitense originariamente trasmesso da A&E Network e in onda dal 2004. Il reality segue la vita e il lavoro di Duane Chapman, cacciatore di taglie, e della sua famiglia.

## Trama
Dog lavora insieme a sua moglie e partner in affari, Beth Smith Chapman, i suoi figli Leland, Duane Lee, il socio Tim Chapman (nessuna parentela, benché nello show venga presentato come fratello di Dog e lo stesso Dog lo chiami "fratello"), e sua figlia 'Baby' Lyssa Chapman. Nella prima stagione al team si unisce anche il "nipote" di Dog, Justin Bihag.

## Produzione
La produzione e la trasmissione della trasmissione è stata sospesa dalla A&E il 2 novembre 2007, in seguito ad alcune frasi pronunciate da Dog e reputate razziste. Le trasmissioni sono ricominciate il 19 febbraio 2008, in seguito alle scuse ufficiali di Dog e all'enorme richiesta da parte dei fan.

## Distribuzione
In Italia la trasmissione viene trasmessa da Sky, doppiato in italiano. Le voci italiane sono quelle di Maurizio Mattioli (Duane "Dog" Chapman), Monica Scattini (Beth Smith Chapman) e Roberto Brunetti (Tim Chapman). Dal 10 luglio 2017 viene replicata su Blaze.